# Drosophila echinostoma
Drosophila echinostoma este o specie de muște din genul Drosophila, familia Drosophilidae, descrisă de Kam și Perreira în anul 2003. Conform Catalogue of Life specia Drosophila echinostoma nu are subspecii cunoscute.